# 우앙꾸에
우앙꾸에(민난어: óaⁿ-kóe, 중국어: 碗粿, 병음: wǎnguǒ 완궈[*]) 또는 완가오(중국어: 碗糕, 병음: wǎngāo)는 타이완의 전통 간식이다.

## 이름
민난어 "우앙(óaⁿ)", 중국어 "완(碗)"은 "그릇"을 뜻하는 말이다. 민난어 "꾸에(kóe/粿)"와 중국어 "가오(糕)"는 "떡"을 뜻한다. "우앙꾸에", "완가오"는 "그릇 떡"이라는 뜻이다.

## 만들기
그릇에 마른 새우, 표고, 오향분, 소금 등과 볶은 돼지고기와 셴야단 노른자 등을 담고, 그 위에 쌀가루를 녹말가루와 함께 물에 타 저으며 익혀 만든 페이스트를 얹는다. 페이스트 위에 돼지고기 토핑을 더 얹고, 쌀가루 페이스트를 한 번 더 덮은 다음, 찜기에 넣고 쪄 낸다. 익으면 그릇을 뒤집어 떡을 빼낸 다음, 장유가오 등을 뿌려 먹는다.

## 같이 보기
- 붓자이고우
- 쭈이꾸에